# 岡谷市立岡谷西部中学校
岡谷市立岡谷西部中学校（おかやしりつおかやせいぶちゅうがっこう）は、長野県岡谷市にある公立中学校である。略称は、「西中（せいちゅう）」。文化祭は「西中祭」と称し、その名称は校名に由来する。

## 所在地
〒394-0047 長野県岡谷市川岸中1丁目1-1

## 概要
| 年度       | 出来事 |
| ---------- | --- |
| 昭和33年度 | ○岡谷中部中学校、川岸中学校の廃校に伴い両地区を通学区域とする。岡谷市立岡谷西部中学校発足 ○学校完全給食開始・西中讃歌、応援歌、勝利の歌できる ○校章制定 |
| 34         | 給食室改造工事完了 |
| 35         | 校歌、校旗の制定 |
| 36         | 増築4教室使用開始（普通教室2 美術室1 製図室1） |
| 38         | 第2体育館落成披露 |
| 42         | 開校10周年行事 ブロンズ「女の首」（武井直也氏） |
| 47         | 校庭脇に一等水準点設置 |
| 52         | 開校20周年記念式典 |
| 58         | 金工室、第三理科室、第二美術室、会議室竣工 |
| 61         | ○岡谷西部中学校同窓会設立総会開催 ○校舎（音楽棟、二体）解体工事開始                                                                                     |
| 62         | ○開校30周年記念行事 ブロンズ「さわやか」（和泉 清氏） ○開校30周年記念講演会「私(マコ)だけの北極点」 講師 和泉雅子氏〔女優 会場：岡谷市民会館〕          |
| 63         | ○西部中学校既存棟改修工事完了 ○新体育館授業に使用開始                                                                                                   |
| 平成3年度  | 昇降口棟完成 |
| 6          | 本校舎改修工事 |
| 9          | 開校40周年記念事業式典、講演会 動物写真家宮崎学氏「動物生態写真撮影の楽しみと苦労」                                                                     |
| 13         | 「交通安全集会」反射タスキの着用 |
| 19         | 開校50周年記念式典 記念音楽祭 祝賀会開催 |
| 27         | 本校舎改築工事着工 |
| 28         | 本校舎改築工事完成 |
| 29         | 第2体育館 プール 完成 グランド改修工事終了 |
| 令和元年度 | ○花咲く丘プロジェクト始動 ○つつじ植樹 |

## 学区
川岸地区となっている。